# Hof (Ortsname)
Hof ist ein Ortsname (Toponym). Er ist die Grundform vieler Haus- und Siedlungsnamen. Er ist insbesondere als Endung -hof/e/n, -höf/e/n, -hov/e/n, -höv/e/n im Deutschen sehr häufig.

## Etymologie
Das wohl urgermanische Wort Hof hat in seiner Geschichte einige grundlegende Bedeutungswandlungen vollzogen:
- Ursprünglich entsprach es allgemein dem lateinischen area „Freiraum“.
- Althochdeutsch hof, niederdeutsch hof, hoff wird dann „Grasland, Nutzland“, vergleichbar dem griechischen κηπος, lateinisch campus, nähert sich dann aber dem lateinischen hortus „(eingezäunter) Garten“, und steht parallel zu garde „geschützt“/„Garten“ wie auch die Einfriedung: So findet es sich in bâmhof „Baumgarten“ synonym zu bongart, plantenhof „Pflanzenhof“. Erhalten ist diese Bedeutung etwa im Kirchhof und dem Friedhof.
- Im Hochdeutsch findet sich hof dann schon als „eingefriedeter Wirtschaftsplatz an einem Haus“, also eine „abgegrenzte Umgebung“ wie in Mondhof (Korona) oder dem Warzenhof (Areola) der Brustwarze. Das Wortfeld schließt dabei auch schon den (von Gebäuden eingeschlossenen) „Innenhof“ ein. Dabei sind Hof und Garten „streng geschiedene Begriffe“[1], während der Rechtsbegriff Haus und Hof die Verbindung eines Hauses mit dem dazugehörigen Wirtschaftsbereich anzeigt.
- Daher geht Hof auf „jedes Grundstück, in dem dieser Wirtschaftsplatz einen bedeutenden Umfang einnimmt, dadurch zugleich auf die Bedeutung der Haushaltung hinweisend“,[1] über, die Hofstelle. und erhält den Kontext des Wirtschaftens an sich, wie er im Haushofmeister steckt.
- Daneben ergibt die mittelalterliche Sinnform den „Sitz einer Person“, wie beim Hof des Königs, Hofhaltung. Daraus entwickelt sich in der Folge als „Besitz einer Person“ die Bezeichnung für ein landwirtschaftliches Anwesen (Gut, Landgut) im Allgemeinen, als „Bauerngut“ oder in herrschaftlichem Besitz als „Gutshof“, in einer Nebenlinie aber auch „Sitz“, „Residenz“, beispielsweise beim Gerichtshof, wie auch „die eine Person umgebenden Menschen“ (Hofstaat), abstrahiert in der Redewendung den Hof machen.
- Über den Hof als Keimzelle der Siedlungsbildung, sowohl aus früher Wurzel wie auch über den Fronhof und andere Wirtschaftsanlagen erfasst der Begriff eine Siedlungsform, das „Gehöft“ in Streusiedlung oder in Ansammlung (Weiler) – hierin wurzeln wohl die meisten heutigen Ortsnamen.
- Zuletzt geht das Wort aber auf das Gebäude selbst über, die Hofstatt, und benennt den „Bauernhof“. Bei zahlreichen Hausformen der bäuerlichen Architektur, etwa dem Vierkantern, dem Vierseithof, dem Dreiseithof, oder dem Streck- und Hakenhof des Straßendorfs, wie auch dem offeneren Haufenhof decken sich die Bedeutungsebenen von „Innenhof“, „Gehöft“ und „Haus“ noch, beim Einhof oder Paarhof aber nicht mehr.
- Dabei verliert es auch seinen landwirtschaftlichen Bezug und bezeichnet Objekte auch im städtischen Bereich Wirtschaftsgebäude, wie im Pfarrhof, Bahnhof, und wirtschaftliche Freiflächen (Hof der Kaserne)

Hof steht ursprünglich mit kurzem Vokal, der sich im mittel- und süddeutschen Raum in der Schreibung Hoff bis ins 18. Jahrhundert erhält, und zeigt im altertümlichen Hofe („am Hofe des Königs“) einen Rest des alten substantivischen Stammschlusses (Apokope).

## Namenkunde
Hof als Liegenschaft in der frühesten Bedeutung gehört den ältesten Sprachschichten deutscher Namengebung an und könnte durchaus über die fränkische Landnahme ab dem 5. Jahrhundert n. Chr. hinausgehen. Es ist wie -haus und -heim der prototypische Bildungsbestandteil für Wohnstättennamen.

„…marchionis in loco Niuuanhova dicto, id est cum eadem curte et in proximo confinio adiacentes triginta regales hobas cum terris cultis et incultis pratis pascuis silvis aedificiis aquis aquarumve decursibus venationibus zidalweidun piscationibus molendinis mobilibus viis en inviis exitibus et reditibus quesitis et inquirendis omnibusque iure legaliterque ad easdem hobas pertinentibus …“

Der Text dieser Urkunde gibt einen Überblick, was zum Konzept eines Hofes an der Wende von Früh- und Hochmittelalter gehört. Hufe ist ein rechtlicher Ausdruck über eine Größe eines Anwesens. Erstaunlich ist das bairische Wort zidalweidun für „Bienenweide“ (Zeidlerei) im lateinischen Text.

## Namensvarianten
- Hof, Hofe, Hofen, Hofs, Hoof
- Hoff – mitteldeutsch, im Süden steht für kurzes «o» heute meist nur ein «f», während der lange Vokal zu «ö» diphthongiert
- -goven, -hov. -hove, -hoven, -inghoven, -koven
- Höf, Höfe, Höfen und -höv, -höve, -höven, auch Hoef und dessen Varianten, etwa niederl. De Hoef

Drei Begriffe sind weitgehend gleichbedeutend zum Grundwort und nur im rechtlichen Sinne präzisiert:
- Hofstelle „Hofanlage“, „Gehöft“
- Hofstatt „Platz des Hofes“, „für den Hof bereiteter Platz“: Hofstätten, Hofstädten, Hofstetten, Hofstede
- Hofreite, Hofraith und Ähnliches, ein Rodungsname mit -reut „roden“: „für den Hof gerodete Stelle“

Diminutive:
- Höfel, Höfken, Höflein, Höfle, Höfli

Typische Komposita:
- Hofweiler, Hofwil mit -weiler „Häusergruppe“
- Höflach mit -ach „Fluss“

Mit der – in diesem Kontext meist vermutlich älteren – Silbe für Familienverbände und Wohnstätten -ing verbindet sich -hof zum -inghoven  (Sauerland), -ikon (aus -ighof, deutschsprachige Schweiz). Fraglich ist jedoch die Etymologie der umgekehrten Hofing/Höfingen, die aber selten sind.
In der Ableitung des herrschaftlichen Hofstaats liegt die Wurzel der Wiener Hofburg und der Adresse Am Hof zugrunde.
Als Gebäude oder Gebäudekomplexe, deren wesentliches Merkmal der Hof ist, können nach diesem benannt sein, wie die Wiener Gemeindebauten (z. B. der Karl-Marx-Hof), der Frankfurter Hof, die Fünf Höfe in München oder die Hackeschen Höfe in Berlin als enge Mietskasernen.
Als grundlegender Hausnamen ist es dann auch in Personennamen häufig:
- Hofer/Hoffer, Höfer/Höffer, sowie Hofmann/Hoffmann/Hofman/Hofmans sind schwer zuordenbar Berufs-, Herkunfts- oder Wohnstättenname
- Wohnstättennamen: Hofner, Höfner/Höffner, Höhner/Höner „Hofbesitzer“, Hoflehner „mit einem Hof belehnt“, auch niederl. ten Hoff (te „zu“ + den)
- Herkunftsnamen: Höfig, Höfler, Höfs, Hofstetter/Hofstätter/Hofstad, anglisiert auch Hofstadter und ähnliches, Hofsteller, Hofreiter, sowie meist auch die Endungen -hof(f)/e/r, niederl. van der Hoff/van't Hoff („von den“)
- Berufsnamen: Hofmeier/Hofmaier/Hofmayr/Hoffmeyer „Hofverwalter“, Hofmeister/Hoffmeister „Oberknecht, Aufseher“

Nicht für Hof steht das niederdeutsche Hövel/Höbel/Heuvel, das über Hubel/Hübel/Hibl und Heugel/Heigl zu „Hügel“ gehört, typisches Beispiel: Hövelhof, das sonst sinnlos wäre (süddeutsch ist keine Verwechslung möglich, hier steht Bühl oder Pichl für ‚Hügel‘, und Höfel für Hof)
In anderen Sprachen entspricht:
- Für den Siedlungsbegriff: Villa (lat., vergl. Weiler)
- Für den rechtlichen Hofbegriff: Court (französisch, englisch) Cort- (italienisch, spanisch, portugiesisch)

## Verbreitung
Der Name ist im gesamten germanischen Sprachgebiet verbreitet.